# Marija Bretonska, grofica Saint-Pola
Marija Bretonska (1268. – 1339.) bila je francuska plemkinja i članica kuće Dreux. Zbog svoga podrijetla, Marija je poznata i kao Marija de Dreux. Njezini su roditelji bili Ivan II. Bretonski (vojvoda Bretanje) i Beatricija Engleska.
Preko majke, Marija je bila unuka Henrika III. Engleskog i praunuka kralja Ivana bez Zemlje. Marijina je sestra bila Blanka Bretonska, a nećakinja Margareta Arteška. Marija je na taj način bila povezana s „visokim plemstvom“.

## Brak
Marija se 1292. udala za Guya IV., grofa Saint-Pola te je par dobio djecu:
- Ivan Châtillonski, grof Saint-Pola
- Jakov Châtillonski
- Matilda Châtillonska – supruga Karla, grofa Valoisa
- Beatricija – supruga Ivana de Dampierrea, lorda Crèvecœura
- Izabela
- Marija od Saint-Pola
- Eleonora – supruga Ivana III. Maleta, lorda Granvillea
- Ivana – supruga Milesa de Noyersa, lorda Maisyja

### Slavne unuke
Preko kćeri Matilde, Marija je bila baka Marije Valois (vojvotkinja Kalabrije) i Blanke Valois.